# Mehmet Sak
Mehmet Sak (* 4. April 1990 in Konak, Izmir) ist ein türkischer Fußballspieler.

## Karriere
Mehmet Sak begann mit dem Vereinsfußball mit zwölf Jahren in der Jugend seines Heimatvereins Altay Izmir. Im Sommer 2006 erhielt er von seinem Verein einen Profi-Vertrag, er wurde in den Kader der Reservemannschaft aufgenommen und bekam kurze Zeit später einen Stammplatz in der Startformation. Ab der Saison 2006/07 bekam er die Möglichkeit, auch bei der Profi-Mannschaft mitzutrainieren. In einigen Profi-Spielen wurde er sogar als Reservespieler in den Mannschaftskader übernommen und wurde regelmäßig eingewechselt.
Weil sein Vertrag mit Altay zum Ende der Saison 2010/11 auslief, wechselte Sak in der Winterpause der Spielzeit 2010/11 zum Süper-Lig-Verein Bursaspor. Bis zum Saisonende kam er hier zu einem Einsatz für das Profi-Team und spielte eher für die Reservemannschaft. Ab der Saison 2011/12 kommt er zu regelmäßigen Einsätzen im Profi-Team.
Für die Spielzeit 2012/13 wurde er an den Zweitligisten Samsunspor ausgeliehen. Bereits nach einer halben Saison wurde sein Leihvertrag aufgelöst, sodass er zu Bursaspor zurückkehrte. Zu Bursaspor zurückgekehrt, wurde er für die Rückrunde der Spielzeit 2012/13 an den Zweitligisten Göztepe Izmir ausgeliehen.
Im Sommer 2013 wurde sein Vertrag mit Bursaspor nach gegenseitigem Einvernehmen aufgelöst. Nach dieser Vertragsauflösung wechselte Sak zum Zweitligisten Bucaspor. Bereits nach einer halben Spielzeit und fünf Pflichtspieleinsätzen verließ er diesen Klub innerhalb der TFF 1. Lig Richtung Adanaspor.
Zur Saison 2016/17 wechselte er zum Zweitligaverein Yeni Malatyaspor.  Mit diesem Verein beendete er die Saison 2016/17 als Vizemeister und stieg mit ihm in die Süper Lig auf. Zur Saison 2017/18 wurde er gemeinsam mit seinem Teamkollegen Sedat Ağçay vom neuen Zweitligisten MKE Ankaragücü verpflichtet.

### Nationalmannschaft
Mehmet Sak nahm mit der türkischen U-18-Juniorennationalmannschaft am Piestany Turnier teil und kam hier zu drei Einsätzen.

## Erfolge
Mit Adanaspor
- Meister er TFF 1. Lig und Aufstieg in die Süper Lig: 2015/16

Mit Yeni Malatyaspor
- Vizemeister der TFF 1. Lig und Aufstieg in die Süper Lig: 2016/17